# جشنواره سلامت
جشنواره سلامت (انگلیسی: Health fair) یک رویداد تعاملی و آموزشی با هدف دستیابی به پیشگیری پزشکی پایه و آزمایش غربالگری برای شرکت‌کنندگان یا کارمندان در حال کار در یک سازمان است. این جشنواره همچنین می‌تواند نمونه‌ای از مداخله سلامت باشد.